# Fernand Lebeau
Fernand Pierre Octave Lebeau (Hoei, 23 april 1872 - 3 mei 1938) was een Belgisch volksvertegenwoordiger en senator.

## Levensloop
Lebeau promoveerde tot doctor in de rechten (1895).
In Hoei werd hij gemeenteraadslid (1907) en schepen (1918-1920). Hij was ook provincieraadslid (1900-1919).
In 1919 werd hij verkozen tot socialistisch volksvertegenwoordiger voor het arrondissement Hoei-Borgworm (1919-1920). Daarop werd hij senator voor hetzelfde arrondissement en vervulde dit mandaat tot aan zijn dood.